# Zwerchgraben (Brüllgraben)
Der Zwerchgraben ist ein rechter Zufluss des Brüllgrabens im mittelfränkischen Landkreis Weißenburg-Gunzenhausen.

## Verlauf
Der Zwerchgraben entspringt auf einer Höhe von 504 m ü. NN im Gebiet der Gemeinde Langenaltheim nördlich von Neuherberg und westlich von Höfen. Er fließt beständig in südwestliche Richtung durch eine Offenlandschaft der Südlichen Frankenalb im Naturpark Altmühltal. Der Zwerchgraben hat keine bedeutenden Zuflüsse. Der Bach mündet auf einer Höhe von 460 m ü. NN unweit südlich von Rehlingen von rechts bzw. nordosten in den Brüllgraben.